# Stereotype
Stereotype/International Jet Set – piąty singiel brytyjskiej grupy "drugiej fali ska" The Specials. Na rynku ukazał się w 1980 roku nakładem wytwórni 2 Tone Records. Producentem singla byli Dave Jordan. Zajął 6 pozycję na brytyjskiej liście przebojów. Singiel promował drugi album The Specials More Specials (2 Tone Rec. 1980).

## Spis utworów
str.A
1. Stereotype  (Dammers) 3:50

str.B
1. International Jet Set (Dammers) 	4:12

## Muzycy
- Terry Hall - wokal
- Lynval Golding - wokal, gitara
- Neville Staple - wokal, instrumenty perkusyjne
- Jerry Dammers - klawisze
- Roddy Radiation - gitara
- Sir Horace Gentleman - gitara basowa
- John Bradbury - perkusja
- Rico Rodriguez - puzon